# Alekos Panagoulis
Alexandros Panagoulis (griechisch Αλέξανδρος Παναγούλης oder kurz Alekos Panagoulis; * 2. Juli 1939 in Glyfada; † 1. Mai 1976 in Athen) war ein griechischer Politiker, Dichter und Widerstandskämpfer.

## Leben
Alexandros Panagoulis wurde in Glyfada bei Athen als zweiter Sohn von Athina und Vassilios Panagoulis, einem Offizier der griechischen Armee, geboren. Er hatte zwei Brüder: Georgios wurde zu einem Opfer der Militärdiktatur, während Efstathios als Politiker aktiv war. Alekos studierte an der Fakultät für Maschinenbau und Elektrotechnik der Nationalen Technischen Universität von Athen (Metsovio Polytechnio).
Er nahm aktiv am Kampf gegen die griechische Militärdiktatur (1967–1974) teil. Berühmt machte ihn ein Attentat auf den Diktator Georgios Papadopoulos am 13. August 1968, aber auch seine unbeugsame Haltung während der Folter, die er in der nachfolgenden Gefangenschaft erleiden musste. Nach der Wiederherstellung der Demokratie wurde er als Mitglied der Zentrumsunion Enosis Kendrou zum Parlamentsabgeordneten gewählt.

## Politik
Seit seiner Jugend war Alexandros Panagoulis von demokratischen Werten inspiriert. Er schloss sich der Jugendorganisation der Zentrumsunion (Οργάνωση Νέων της Ένωσης Κέντρου, O.N.E.K) unter der Führung von Georgios Papandreou an. Aus dieser Organisation wurde später die so genannte Griechische Demokratische Jugend (Ελληνική Δημοκρατική Νεολαία, E.D.I.N). Nach der Wiederherstellung der parlamentarischen Demokratie wurde er am 3. September 1974 Generalsekretär dieser Organisation (E.D.I.N).

### Widerstand gegen die Diktatur
Alexandros Panagoulis nahm aktiv an dem Kampf für die Wiederherstellung der Demokratie in Griechenland und gegen das „Regime der Obristen“ teil. Aus seinem Militärdienst desertierte er wegen seiner demokratischen Überzeugung und gründete die Organisation Nationaler Widerstand. Im Exil in Zypern arbeitete er an Aktionsplänen gegen die Diktatur. Nach der Rückkehr nach Griechenland verübte er am 13. August in der Nähe von Varkiza auf der Straße nach Sounion zwischen Agia Marina und Saronis ein Attentat gegen den Diktator Papadopoulos. Der Diktator sollte während seiner allsonntäglichen Spazierfahrt in seinem Auto durch eine Bombe getötet werden. Der Versuch misslang. Papadopoulos ließ an der Stelle des Attentats ein Mosaikbild der heiligen Mutter Gottes an den Fels anbringen. Dieses Mosaikbild wurde jedoch einige Jahre später wieder entfernt und ist seither verschollen.
Panagoulis wurde von einem Militärgericht am 17. November 1968 zum Tode verurteilt und danach nach Ägina zur Exekution transportiert. Nach Interventionen und Druck aus dem Ausland wurde die Exekution gestoppt, stattdessen wurde er am 25. November in das Militärgefängnis von Bogiati (S.F.B.) gebracht. Seine Strafe wurde in lebenslange Freiheitsstrafe umgewandelt.
Alexandros Panagoulis verweigerte jede Kooperation mit der Junta und wurde körperlich und psychisch gefoltert. Es gelang ihm, am 5. Juni 1969 aus dem Militärgefängnis von Bogiati zu entkommen. Kurz danach wurde er, nach einer Denunziation, erneut gefasst und zeitweilig in das Militärgefängnis in Goudi gebracht. In Bogiati kam er dann in Einzelhaft, aus der er mehrmals ohne Erfolg zu entkommen versuchte. Im August 1973, nach viereinhalb Jahren Gefängnis, wurde er im Rahmen einer Generalamnestie des Militärregimes aus der Haft entlassen. Die italienische Journalistin Oriana Fallaci besuchte ihn in Glyfada kurz nach seiner Entlassung, woraufhin sich eine Beziehung zwischen ihnen entwickelte. Panagoulis begab sich nun nach Florenz in Italien, um von dort weiter Widerstand gegen das Regime zu leisten.

### Wiederherstellung der Demokratie

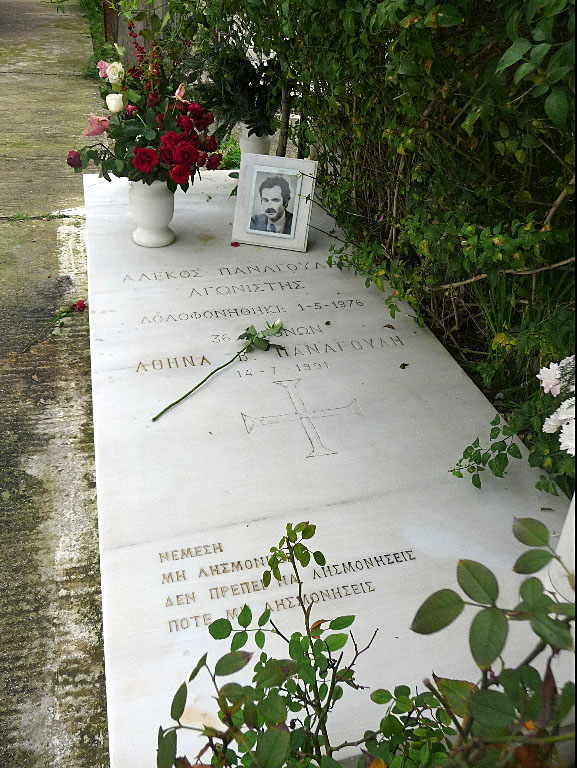
Grab von Panagoulis auf dem Ersten Athener Friedhof

Nach der Wiederherstellung der Demokratie wurde Alexandros Panagoulis 1975 als Vertreter der Partei Zentrumsunion – Neue Kräfte (E.K. – N.D.) Mitglied des Parlaments. Während dieser Zeit griff er viele Politiker an, die offen oder insgeheim mit der Militärdiktatur gearbeitet hatten. Wegen Meinungsverschiedenheiten mit der Führung seiner Partei trat er aus dieser aus und blieb ein unabhängiger Parlamentarier. Zu den Politikern, die er trotz politischen Druckes anklagte, gehörte auch Verteidigungsminister Evangelos Averoff.
Panagoulis starb in der Nacht zum 1. Mai 1976 im Alter von 36 Jahren bei einem Verkehrsunfall in der Vouliagmeni Avenue (Athen), nur einige Tage vor der geplanten Veröffentlichung von Archiven der Militärpolizei aus der Zeit der Diktatur (E.S.A Archive), die er besaß. Diese Archive, die in der Folge nicht offengelegt wurden, sollen Informationen über die Kollaboration von wichtigen Politikern mit der griechischen Junta enthalten. In der griechischen Presse wurde viel über die Ursachen des Verkehrsunfalls spekuliert, der als Versuch angesehen wurde, seine Stimme gewaltsam verstummen zu lassen. Nicht aufgeklärt wurde, wer an dem Unfall beteiligt gewesen war. Seine Beerdigung geriet zu einer Demonstration, an der mehrere hunderttausend Menschen teilnahmen.

## Werk als Dichter

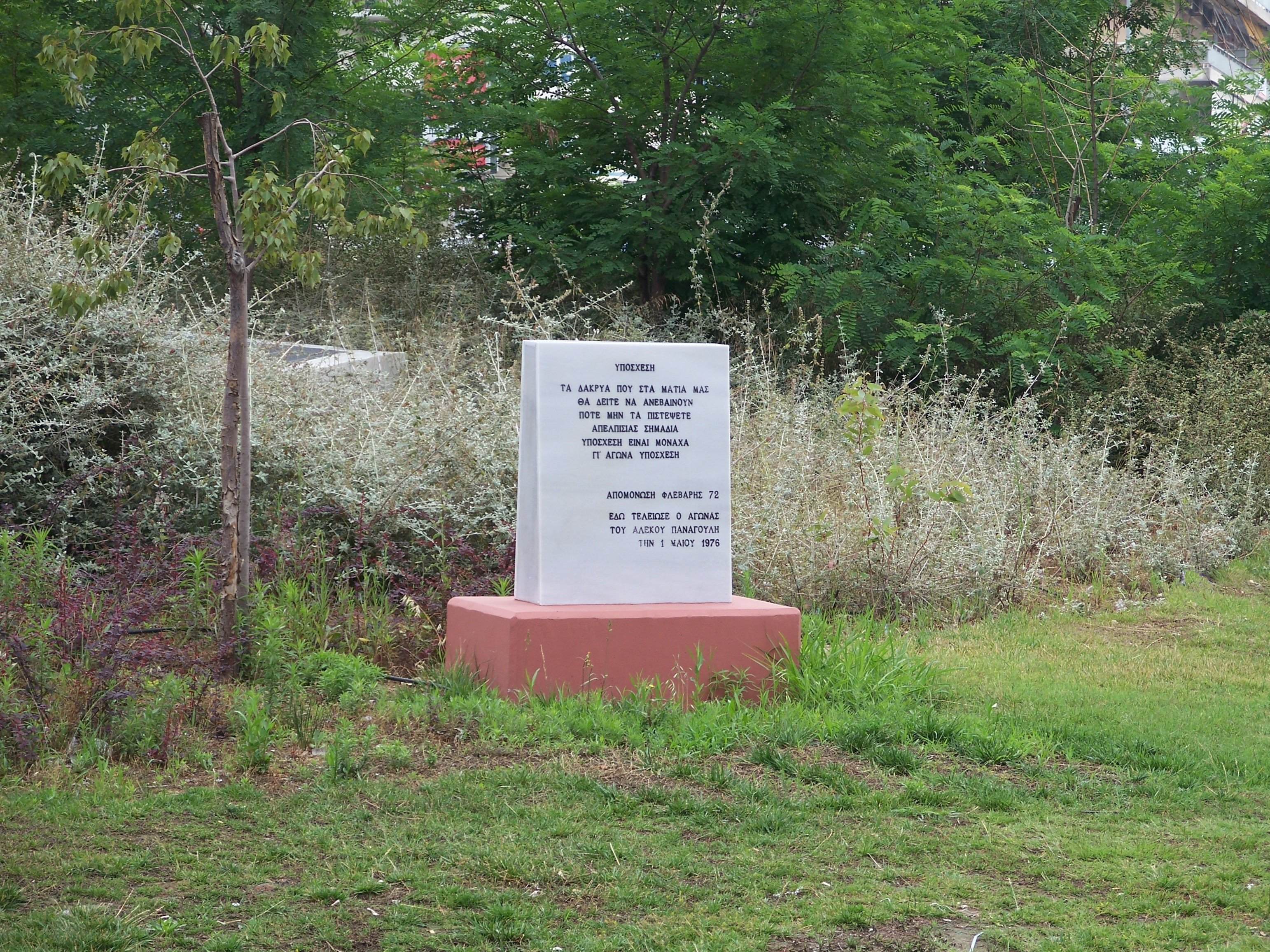
Gedächtnisstein für Alekos Panagoulis

Alexandros Panagoulis wurde während der Haft brutal gefoltert. Wegen seines Willens und seiner Überzeugung behielt er trotz der Belastung seine Haltung und seinen Humor. Er soll seine Gedichte während seiner Inhaftierung auf eine Wand oder auf kleine Zettel geschrieben haben; oft soll er als Tinte sein Blut verwendet haben. Nur wenige seiner Gedichte konnten erhalten werden. Jedoch gelang es ihm, einige Texte mit Hilfe von Freunden aus dem Gefängnis herauszuschmuggeln. Andere schrieb er später aus dem Gedächtnis nieder.
Nach seiner Befreiung publizierte er eine Sammlung von Gedichten unter dem Titel Vi scrivo da un carcere in Grecia (Ich schreib euch aus einem Gefängnis in Griechenland) mit einer Einleitung des italienischen Filmregisseurs und Intellektuellen Pier Paolo Pasolini. Er veröffentlichte vorher einige Sammlungen Gedichte auf Griechisch, einschließlich Die Farbe (I Bogia).

### Gedichte
Versprechen
Die Tränen, die ihr in unseren Augen

aufspritzen sehen werdet,

haltet sie niemals

für Zeichen von Verzweiflung

Ein Versprechen sind sie bloß

Versprechen auf Kampf
(Militärgefängnis Bogiati, Februar 1972) – Vi scrivo da un carcere in Grecia, 1974
Meine Adresse
Ein Streichholz als Bleistift

auf den Boden vergossenes Blut als Tinte

die vergessene Verpackung des Verbands als Papier

Aber was soll ich schreiben

Vielleicht schaffe ich nur meine Adresse

Die seltsame Tinte gerinnt

Aus einem Gefängnis schreibe ich euch

in Griechenland
(Militärgefängnis Bogiati, 5. Juni 1971 – Nach Schlägen) –
Vi scrivo da un carcere in Grecia, 1974.

## Vermächtnis
Das Leben und Werk von Alexandros Panagoulis zog das Interesse von Künstlern an. Der renommierte Komponist Mikis Theodorakis, ebenfalls von der Junta verfolgt, vertonte einige seiner Gedichte. Außerdem wurde die Dichtung und das Leben von A. Panagoulis ein Studienobjekt einiger Forscher. Diese schließt Un Uomo (Ein Mann) mit ein, geschrieben von seiner Lebensgefährtin Oriana Fallaci.
Für viele Griechen machte der Versuch des „Tyrannenmords“ Alexandros Panagoulis zu einem Symbol der Freiheit, Demokratie, der Menschenrechte und politischen Freiheit.
Der griechische Staat gab eine Briefmarke (1997) und eine Telefonkarte (1996) zu seinen Ehren heraus. Plätze und Haltestellen wurden nach ihm benannt wie etwa die Alexandros Panagoulis-Metro-Haltestelle in Athen (2004).
Im Jahr 2012 wurde auf dem Dikaiosynis-Platz an der Panepistimiou-Straße in Athen eine zwei Meter hohe Ehrenstatue von Alexandros Panagoulis errichtet.

## Film
- Panagulis Vive (Panagoulis lebt) (1980/81), Drehbuch: Giuseppe Ferrara, Piergiovanni Anchisi, Riccardo Iacona, Gianfrancesco Ramacci, in Zusammenarbeit mit Thanasis Valtinos, Produzent: Giuseppe Ferrara x Bilder: Silvio Fraschetti, Musik: Dimitris Nikolaou x 35 mm Kino 16 mm Fernsehausgabe x Länge: 110', Teil A (von D – unvollständig), RAI, 1980.
- Eine Rose ist eine Rose ist eine Rose. Ein Mord ist ein Mord ist ein Mord. Der Fall Panagoulis (1976), Dokumentarfilm von Ebbo Demant Länge 45', Erstausstrahlung ARD 2. November 1976.[3]

## Schriften
- Alexandros Panagoulis: Vi scrivo da un carcere in Grecia (Ich schreib euch aus einem Gefängnis in Griechenland), Rizzoli Mailand 1974
- Alexandros Panagoulis: Altri seguiranno (Und andere werden folgen), Flaccovio Palermo 1990 (Nachdruck)
- Alexandros Panagoulis: The Poems, Papazisi Athen